# نادي سان أنطونيو لكرة اليد
نادي سان أنطونيو لكرة اليد (بالإسبانية: Sociedad Deportiva Cultural San Antonio)‏ هو نادي كرة يد في إسبانيا تأسس في سنة 1955 يقع مقره في منطقة نافارا، إسبانيا. تبلغ سعة ملعبه 3000 متفرجا. تم حل النادي في سنة 2013.